# پورت ترورتون (پنسیلوانیا)
پورت ترورتون (به انگلیسی: Port Trevorton) یک منطقهٔ مسکونی در ایالات متحده آمریکا است که در شهرستان اسنایدر، پنسیلوانیا واقع شده‌است. پورت ترورتون ۷٫۱ کیلومتر مربع مساحت و ۴۵۱ نفر جمعیت دارد.